# 伊佐千尋
伊佐 千尋（いさ ちひろ、1929年6月27日 - 2018年2月3日）は、日本のノンフィクション作家。
実父はアメリカ合衆国で活動した画家・絵本作家の八島太郎。俳優マコ岩松は異母弟、女優八島桃(本名：岩松桃子)は異母妹。

## 来歴
現在の東京都に生まれる。母の伊佐正子（旧姓：仁科）は、山梨県甲府市の士族の家系に生まれ、実家は資産家だった。1928年夏頃に、当時「岩松淳」を名乗っていた八島太郎が東京から甲府を訪れた際に出会い、後を追う形で上京、父の持ち家に住みながら交際した。しかし、翌年4月の四・一六事件の際に、プロレタリア芸術運動にかかわっていた太郎の家が捜索を受けて正子も拘留される。そのあと正子は太郎と別れる。その経緯について八島太郎は警察に検挙されたりするのが気の毒だったからと後年述べ、千尋は正子の父が別れさせたと宇佐美承に話したという。千尋が出生したのはそのあとだった。一方太郎は正子と別れた後に八島光と結婚、運動を続けたが逮捕、釈放という経歴をたどり、1939年に光とともに渡米した。
その後正子は、沖縄県出身で東京医学専門学校（現：東京医科大学）を卒業した病理学者の伊佐善雄と結婚する。善雄は千尋が小学3年生の時に富山県の要請を受けてイタイイタイ病の研究のため一家とともに移住、富山県立診療所長も務め、県内で6回も転任して千尋も転校を重ねたという。小学4年生の3学期（=1940年1月 - 3月）に再度東京に戻った。1941年、善雄は奉天市の南満州鉄道病院で10か月の単身赴任をしたのち、沖縄県の普天間病院に転勤となり、一家で沖縄に移住する。
沖縄では沖縄県立第二中学校（現・沖縄県立那覇高等学校）に進学し、2年生の時に陸軍幼年学校に合格したものの、自宅に憲兵が訪問して両親と話し合って去った後に、善雄から「入学しなくてよいことになった」と告げられた。千尋は漏れ聞こえた両親と憲兵の会話の中に「治安維持法」や「プロレタリア美術家同盟」「東京拘置所」といった言葉が出たことが頭に残り、善雄が実父ではないかもしれないという思いを初めて抱いたという。日本の戦局が悪化した頃、善雄は正子と千尋に東京に戻ることを勧め、二人は甲府に疎開した。善雄は「後で行く」と話していたが、叶うことなく軍医として招集された沖縄戦で戦死する。
浦和高等学校 (旧制)に進学したが1年で中退した。これは母と弟を養う必要から働くためだったという。
1946年、義父の安否を確かめにアメリカ施政権下の沖縄へ渡島、1949年まで本土へ帰る許可が下りず、その間CID（犯罪調査隊）・CIC（民間諜報隊）で翻通訳にあたる。1950年頃、アメリカに住む八島太郎から（千尋の居所を調べた上で）、アメリカ留学を勧める手紙が届いたが、千尋は戦争に反対しながら沖縄に残って戦死した伊佐善雄こそが自分の父であり、運動に挫折して渡米した太郎を父と認めたくないという拒絶する返事を送った。
1951年に横浜で貿易会社を興し、名古屋、沖縄に支店を設ける。1964年、在住中、現地人青年4人による米兵殺傷事件の陪審員となり、陪審は致死罪について無罪の評決をした。沖縄返還後の1977年、伊佐はノンフィクション『逆転』でこれを一種の冤罪事件として描き、1978年に大宅壮一ノンフィクション賞を受賞、これを機に作家に転じた。
1978年、同作はNHK総合テレビで『ドキュメンタリードラマ「逆転～アメリカ支配下　沖縄の陪審裁判」』としてドラマ化され、千尋も自身の役で出演したが、青年のうち一人から、実名で描かれ前科を暴かれたとしてプライバシー侵害で提訴され、敗れた。現在の刊本は仮名になっている（ノンフィクション「逆転」事件）。
千尋が大宅壮一ノンフィクション賞を受賞したニュースは、八島太郎をおおいに喜ばせるとともに、「かの女（引用者注:正子）は、ぼくが考えていたより、ずっとすぐれた女性だったんだな、ぼくは負けた、とおもったよ。千尋を育ててくれた伊佐氏には感謝のことばもないよ。」という感慨を抱いたという。1979年11月24日にロサンゼルスのホテルニューオータニで開かれた八島太郎の著作出版記念祝賀会に千尋は出席し、初めて実父と対面した。祝賀会の前に対面したとき、太郎は涙を流したという。祝賀会で千尋は講演をおこない、出自には触れずに日米と沖縄の関係について日本語と英語で話した。この出席は異母弟のマコ岩松が前年沖縄に来訪して「おやじももう年だから会ってやってくれ」と依頼して実現したものだった。千尋は翌年雑誌『潮』の3月号に八島太郎との面会記を寄稿し、その中で「父は主義の人ではなく、もっと自由人だったのではなかろうか。ただ、画をかきたかったのだ。その邪魔をする人間と国家権力に怒りをおぼえ、反抗しただけのことだと思う。（中略）僕が好まないのと同じく、父もまた"反戦画家"などと呼ばれるのをきらっていたのではないか」と記した。
1982年、「陪審裁判を考える会」を発足、陪審制度の導入を求めていた。死刑廃止論者でもあった。ゴルフに関する著書、翻訳も多い。
2018年2月3日午前3時10分、前立腺癌のため神奈川県横浜市中区の自宅で死去。88歳没。

## 著書
- 『逆転 アメリカ支配下・沖縄の陪審裁判』新潮社 1977　のち文庫、文春文庫、岩波現代文庫ISBN 978-4006030452
- 『検屍 モンローのヘア』潮出版社 1981　のち文春文庫ISBN 978-4167396015
- 『炎上 沖縄コザ事件』潮出版社, 1981 のち文春文庫、「沖縄の怒り」と改題、改訂して文春文庫ISBN 978-4167396022
- 『司法の犯罪』文藝春秋,新風舎文庫、1983年。ISBN 978-4167396046。
- 『法廷 弁護士たちの孤独な闘い』文藝春秋, 1986 のち文庫ISBN 978-4163409504
- 『フェアウェイのギャングたち』文藝春秋, 1987ISBN 978-4163408200
- 『衝突 成田空港東峰十字路事件』文藝春秋, 1988ISBN 978-4163425702
- 『島田事件』潮出版社, 1989 のち新風舎文庫ISBN 978-4267012143
- 『勝つゴルフ ペイシェンスー攻め・守りの本質をトッププロが語る』ネスコ 1989ISBN 978-4890367733
- 『愛するがゆえに 阿部定の愛と性』文藝春秋, 1989　のち文庫、「阿部定事件」と改題、新風舎文庫ISBN 978-4167396077
- 『目撃証人』文藝春秋, 1990ISBN 978-4163442303
- 『舵のない船 布川事件の不正義』文藝春秋, 1993 現代人文社、2010ISBN 978-4877984687
- 『男の気持ち 人生を楽しく送るための12章』文藝春秋, 1994ISBN 978-4163484600
- 『ゴルフの効用 人生をおいしくする究極のスパイス』広済堂出版1995ISBN 978-4331505021
- 『チャコ物語 樋口久子プロのゴルフ人生』広済堂出版, 1996ISBN 978-4331351468
- 『名手たちの言葉』広済堂出版, 1996ISBN 978-4331351635
- 『邯鄲の夢 中国-詩と歴史の旅』文藝春秋, 1998ISBN 978-4163545509
- 『洛神の賦 三国志の世界を訪ねる旅』文藝春秋, 2001ISBN 978-4163575605
- 『裁判員制度は刑事裁判を変えるか 陪審制度を求める理由』現代人文社, 2006ISBN 978-4877982812
- 『オキナワと少年』講談社 2006ISBN 978-4062136549
- 『ゴルフ上手は、ことば上手。』ゴルフダイジェスト新書classic 2014ISBN 978-4772841580

### 共著
- 『病める裁判』渡部保夫共著 文藝春秋, 1989  「日本の刑事裁判」と改題、中公文庫ISBN 978-4163432502
- 『えん罪を生む裁判員制度 陪審裁判の復活に向けて』石松竹雄,土屋公献共編著. 現代人文社, 2007ISBN 978-4877983437
- 『裁判員拒否のすすめ あなたが「冤罪」に加担しないために』生田暉雄共編著. WAVE出版 2009ISBN 978-4872904062
- 『裁判員必携 批判と対応の視点から』石松竹雄共著. ちくま新書 2009ISBN 978-4480065032

### 翻訳
- リー・トレビノ『トレビノの破天荒ゴルフ人生』新潮文庫 1984ISBN 978-4102202012
- クラレンス・ノリス,シビル・D.ワシントン『最後の被告人 スコッツボロ事件』伊佐敦共訳 文藝春秋, 1990ISBN 978-4163445700
- ケネス・ブランチャード『1分間ゴルファー』飛鳥新社 1992ISBN 978-4870311091
- キップ・ピュータボー『The body swing 米国ゴルフアカデミーの最新ナチュラル・スウィング理論』日本文化出版, 1993ISBN 978-4931033955